# Bernhardt (krater)
Bernhardt är en nedslagskrater med en diameter på 25 kilometer, på planeten Venus. Bernhardt har fått sitt namn efter den franska skådespelerskan Sarah Bernhardt.